# Col de Soladier
Col de Soladier är ett bergspass i Schweiz. Det ligger i distriktet Riviera-Pays-d'Enhaut och kantonen Vaud, i den sydvästra delen av landet, 60 km sydväst om huvudstaden Bern. Col de Soladier ligger 1 576 meter över havet.